# بييترو مارتيري فرميلي
بييترو مارتير فرميلي، مصلح ديني إيطالي، من مواليد 8 سبتمبر 1499  بمدينة فلورانسا الإيطالية. كان أبوه من تلاميذ سافونارولا، درس على يد الرهبان الأوغوسطينيين، ثم تأثر بأفكار فالدس. وطفق يدعو إلى مدهب عده رجال الدين في لوقا، حيث كان يرأس دير سان فيرديانو، هرطقة ؛ فاظطر إلى مغادرة إيطاليا سنة 1532 والالتجاء إلى سويسرا، ثم إلى انكلترا حيث درس اللاهوث في جامعة أكسفورد سنة 1547، وبعدئذ درس في جنيف. جمع مؤلفاته اللاهوتية، وقد وضعها بالاتينية في مجلد واحد صدر في مدينة بال السويسرية سنة 1580. توفي فرميلي يوم 12 نوفمبر لعام 1562 بمدينة زيوريخ السويسرية.

## روابط خارجية
- بييترو مارتيري فرميلي على موقع الموسوعة البريطانية (الإنجليزية)